# Bertrand de Gourdon
Bertrand Ier de Gourdon, né probablement dans la seconde moitié du XIIe siècle à Gourdon en Quercy et mort après 1233, est chevalier, seigneur de Gourdon au XIIe siècle et au XIIIe siècle, poète et troubadour français.

## Biographie
Bertrand est le fils héritier de Fortanier Ier de Gourdon, seigneur de Gourdon au XIIe siècle, mort vers 1189 lors de la prise de Gourdon par l'armée de Richard Cœur de Lion.
Bertrand de Gourdon rend hommage au roi de France en 1211, 1226 et 1227.
En février 1233, il signe à Rocamadour le traité d'alliance de la Confédération de Rocamadour afin de mettre un terme aux exactions et aux pillages des Routiers.
Marié en 1213 avec Cécile de Mirabel, fille de Constantin, seigneur de Mirabel et d'Almodis de Pierre-Buffière, Bertrand de Gourdon est probablement le père de deux fils:
- Fortanier II de Gourdon, seigneur de Gourdon au XIIIe siècle, qui accorde aux habitants de sa ville une charte de coutumes en 1244 et qui fonde sur le causse de Gramat La Bastide-Fortanière (Labastide-Murat).
- Hugues, seigneur de La Roque-des-Arcs, marié à une demoiselle de Pechdo

Un chroniqueur, Roger de Hoveden, attribue à Bertrand de Gourdon la blessure mortelle de Richard Cœur de Lion lors du siège de Châlus en Limousin en mars 1199, bien que des coupables autres que lui aient été condamnés à être écorchés vifs. En particulier, selon d'autres sources, le tireur du carreau d'arbalète serait Pierre Basile, un chevalier de petite noblesse. 
Champion de tenson, il excelle en de nombreuses joutes oratoires avec de brillants troubadours de son temps.
Joseph Anglade a traduit en 1916 le parchemin de la tenson qui opposa Bertrand de Gourdon à Peire Raimon de Toulouse : Totz tos afars es nienz, Tu n'as aucun talent…